# Jelling Kommune
Jelling Kommune i Vejle Amt blev dannet ved kommunalreformen i 1970. Ved strukturreformen i 2007 indgik den i Vejle Kommune sammen med Børkop Kommune, Egtved Kommune (undtagen Vester Nebel Sogn, som kom til Kolding Kommune), det meste af Give Kommune og Grejs Sogn fra Tørring-Uldum Kommune.

## Tidligere kommuner
Jelling Kommune blev dannet inden kommunalreformen ved frivillig sammenlægning af 3 sognekommuner:
| Kommune           | Folketal september 1965 | Byer    |
| ----------------- | ----------------------- | ------- |
| Hvejsel           | 1.336                   |         |
| Jelling           | 2.562                   | Jelling |
| Kollerup-Vindelev | 919                     |         |
| I alt             | 4.817                   |         |

## Sogne
Jelling Kommune bestod af følgende sogne:
- Hvejsel Sogn (Nørvang Herred)
- Jelling Sogn (Tørrild Herred)
- Kollerup Sogn (Tørrild Herred)
- Vindelev Sogn (Nørvang Herred)

## Borgmestre[2]
| Navn                     | Parti             | Periode   |
| ------------------------ | ----------------- | --------- |
| Carlo Søndergaard        | Lokalliste        | 1970-1982 |
| Johannes Baagø           | Venstre           | 1982-1987 |
| Henning Dalengaard       | Socialdemokratiet | 1987-1994 |
| Niels Kjærgaard          | Venstre           | 1994-2002 |
| Arne H. Sigtenbjerggaard | Venstre           | 2002-2006 |